# Фирентинска катедрала
Фирентинска катедрала или Санта Марија дел Фјоре (итал. Santa Maria del Fiore или једноставно Duomo од латинског Domus Dei; „кућа Бога“) је једна од најпознатијих италијанских грађевина и симбола Фиренце. Налази се у самом средишту Фиренце који је заштићен као светска баштина. Црква је пета (или како неки сматрају четврта) по величини у Европи (после базилике Светог Петра у Риму, катедрале Св. Павла у Лондону, севиљске катедрале и миланске катедрале) и све до данас највиша грађевина у граду. Дуга је 153 метара. Изградња је почела 1296. али је због комплексности плана куполе, завршена тек 173 година касније - 1436. и то захваљујући Филипу Брунелескију који је за овај подухват изумео посебну машину. Због дугог трајања изградње катедрала је попримила и готичке и ренесансне облике.

## Историја
Санта Марија дел Фиоре је подигнута на месту друге фирентинске катедрале посвећене Светом Репарати; прва је била базилика Сан Лоренцо ди Фиренце, чију је прву зграду као цркву 393. године освештао Свети Амвросије Милански. Древна грађевина, основана почетком 5. века и која је претрпела многе поправке, распадала се са годинама, према делу Nuova Cronica Ђованија Виланија из 14. века, и више није била довољно велика да опслужује растућу популацију града. Други велики тоскански градови су предузели амбициозне реконструкције својих катедрала током касног средњег века, као што су Пиза и посебно Сијена где огромна предложена проширења никада нису завршена.
Градско веће је одобрило пројекат Арнолфа ди Камбија за нову цркву 1294. године. Ди Камбио је такође био архитекта цркве Санта Кроче и палате Векио. Он је пројектовао је три широка брода који се завршавају испод осмоугаоне куполе, а средњи брод покрива подручје Санта Репарате. Први камен је 9. септембра 1296. положио кардинал Валеријана, први папски легат икада послат у Фиренцу. Изградња овог огромног пројекта требало је да траје 140 година; Арнолфов план за источни крај, иако је остао у концепционом стадијуму, био је знатно проширен у величини.
Након што је Арнолфо умро 1302. године, радови на катедрали су успорени током скоро 50 година. Када су 1330. године у Санта Репарати откривене мошти Светог Зенобија, пројекат добија нови замах. Године 1331, Арте дела Лана, цех трговаца вуном, преузео је покровитељство за изградњу катедрале и 1334. именовао Ђота да надгледа радове. Уз помоћ Андреа Пизана, Ђото је наставио ди Камбиов дизајн. Његово главно достигнуће била је изградња звоника. Када је Ђото умро 8. јануара 1337, Андреа Пизано је наставио са зградом све док радови нису обустављени због црне смрти 1348. године.
Године 1349. радови на катедрали су настављени под водством низа архитеката, почевши од Франческа Талентија, који је завршио звоник и проширио целокупни пројекат да би укључио апсиду и бочне капеле. Године 1359, Талентија је наследио Ђовани ди Лапо Гини (1360–1369) који је поделио средишњи брод на четири квадратна поља. Остали архитекти су били Алберто Арнолди, Ђовани Дамброђо, Нери ди Фиораванти и Андреа Оркања. До 1375, стара црква Санта Репарата је срушена. Наос је завршен 1380. године, а само је купола остала недовршена до 1418. године.
Дана 19. августа 1418, Арте дела Лана расписала је конкурс за архитектонско решење за подизање Неријеве куполе. Два главна конкурента била су два мајстора златара, Лоренцо Гиберти и Филипо Брунелески, од којих је последњег подржао Козимо де Медичи. Гиберти је био победник такмичења за пар бронзаних врата за крстионицу 1401. године и доживотна конкуренција између њих је остала оштра. Брунелески је победио и добио провизију.

## Галерија
- Поглед са михеланђеловог брда
- Фирентинска катедрала
- Фотографија катедрале са почетка 20. века